# Dragiša Pejović
Dragiša Pejović (né le 31 juillet 1982 à Kragujevac), est un footballeur serbe évoluant au poste de milieu défensif.

## Carrière

### Débuts
À l'âge de huit ans, Dragiša Pejović commence le football, et devient sept ans plus tard, professionnel dans le club serbe de 2e division du FK Bane (en). En 2003, il rejoint le FK Borac Čačak, club pensionnaire de 1re division, et est considéré comme le meilleur joueur de l'équipe, ce qui lui vaut d'être convoité par des clubs serbes plus prestigieux.

### Refus d'être corrompu par le football serbe?
En février 2012, il raconte au syndicat FIFPro, comment en 2005, des dirigeants de son club du FK Borac Čačak, sont venus lui demander de ne pas jouer à fond un match contre le Partizan Belgrade, pour que son équipe perde. Dragiša Pejović n'a pas écouté ces pressions mais d'autres joueurs de son équipe l'ont fait, et le FK Borac Čačak a perdu le match. À la suite de cet épisode, ses dirigeants lui versent son salaire que tous les trois ou quatre mois, et menacent de le diviser par cinq s'il n'obéit pas. On le menace également de lui « casser les bras et les jambes », s'il ne répond pas positivement à leur demandes, ce qu'il refusa de nouveau. Un jour, alors qu'il sollicite le versement de son salaire auprès du directeur du club, ce dernier le saisit à la gorge, ce qui vaut l'intervention de ses coéquipiers pour le défendre.

### Suite de sa carrière
Depuis 2008, Dragiša Pejović n'évolue plus en 1re division serbe et se dit victime d'une sorte de blacklistage auprès des autres clubs du pays, qui refusent de le recruter car il n'a pas cédé à la corruption.